# Manfred Trenz
Manfred Trenz, né le 29 novembre 1965 à Sarrebruck, est un développeur de jeux vidéo allemand.
Il est le développeur de la série de jeux vidéo Turrican ainsi que de la version Commodore 64 du jeu R-Type. Il a également réalisé The Great Giana Sisters. Il développe depuis 2004 des jeux pour sa propre entreprise, Denaris Entertainment Software.

## Jeux
- The Great Giana Sisters (1987) (Commodore 64)
- R-Type (1988) (Commodore 64)
- Katakis (1988) (Commodore 64)
- Turrican (1990) (Commodore 64, Amiga)
- Turrican II : The Final Fight (1991) (Commodore 64, Amiga)
- Enforcer : Fullmetal Megablaster (1992) (Commodore 64)
- Super Turrican (1992) (NES)
- Super Turrican (1993) (SNES)
- Rendering Ranger (1995) (SNES)
- Turrican 3D (Annulé) (Windows)
- Micro Machines V3 (2000) (Game Boy Color)
- Katakis 3D (Annulé) (Game Boy Color)
- CT Special Forces (2002) (PlayStation)
- Moorhuhn Kart (2003) (PlayStation)
- RTL Ski Jump 2004 (2004) (Téléphones portables)
- Meine Tierpension (2005) (Game Boy Advance, Nintendo DS)
- Dragon's Rock - Le Dragon (2006) (Game Boy Advance)
- Crazy Frog Racer (2006) (Game Boy Advance)
- Meine Tierarztpraxis (2006) (Game Boy Advance, Nintendo DS)
- Pferd & Pony - Mein Gestüt (2006) (Game Boy Advance, Nintendo DS)
- Meine Tierpension 2 (2007) (Nintendo DS)
- WinneToons - La légende vom Schatz im Silbersee (2007) (Nintendo DS)
- Meine Tierarztpraxis - Einsatz auf dem Land (2007) (Nintendo DS)
- Le prochain top model allemand (2008) (Nintendo DS)
- Ankh (2008) (Nintendo DS)
- Wickie et les Starken Männer (2009) (Nintendo DS)
- Mein Gestüt : Ein Leben für die Pferde (2009) (Nintendo DS)
- Les sœurs Giana DS (2009) (Nintendo DS)